# Yasuo Suzuki
Yasuo Suzuki (鈴木 保男 Suzuki Yasuo?) (30 de abril de 1913-antes del 2000[cita requerida]) fue un jugador de fútbol japonés.

## Biografía
Suzuki nació en Kanagawa. Jugó para el Waseda WMW. Se graduó de la universidad en 1936 y este mismo año fue parte del Selección de fútbol de Japón para los Juegos Olímpicos de Berlín.
Además, la fecha de la muerte se desconoce.

## Estadística en slelección
| Japón equipo nacional | Japón equipo nacional | Japón equipo nacional |
| Año                   | Partidos              | Goles                 |
| --------------------- | --------------------- | --------------------- |
| 1934                  | 1                     | 0                     |
| 1935                  | 0                     | 0                     |
| 1936                  | 1                     | 0                     |
| Total                 | 2                     | 0                     |